# Obensiebeneick
Obensiebeneick ist eine Flur auf dem Gebiet der Stadt Wuppertal (Wohnquartiere Dönberg und Siebeneick im Stadtbezirk Uellendahl-Katernberg), Nordrhein-Westfalen.

## Geschichte
Namensgebend für die Flur waren sieben Eichen bei dem auf Dönberger Gebiet liegenden Hof Siebeneick am Hardenberger Bach, von denen die letzte mit einem Stammdurchmesser von zwei Metern Ende des 19. Jahrhunderts gefällt wurde. Das Gebiet um Siebeneick wurde bereits 1038 als Sivonekon in einer Urkunde des Klosters Werden bzw. 1220 als Siveneken in der kleinen Vogteirolle des Grafen Friedrich von Isenberg-Altena erwähnt. Der Hof Siebeneick selber erstmals 1355 als Sevenheken in einem Verzeichnis der zur Herrschaft Hardenberg gehörenden Güter.
Die Flur geht aus der mittelalterlichen und neuzeitlichen Bauerschaft Oberste Siebeneick in der Herrschaft Hardenberg im Herzogtum Berg hervor. Zu der Bauerschaft gehörten im 17. Jahrhundert die Höfe und Wohnplätze Brink,  Frickenhaus, Heidacker, Mutzberg, Obere Fingscheidt, Saurenhaus, Schmitzhaus, Schmürsches, Schneis, Siebeneick, Worth,  Untere Fingscheidt, Untenrohleder und Wolbruch.
Nach der napoleonischen Besetzung des Herzogtum Bergs wurden die bergischen Ämter und Unterherrschaften aufgelöst und Obensiebeneick dem Kanton Velbert im Arrondissement Düsseldorf im Département Rhein des Großherzogtums Berg zugewiesen. 1813 zogen die Franzosen nach der Niederlage in der Völkerschlacht bei Leipzig aus dem Großherzogtum ab und Obensiebeneick fiel ab Ende 1813 unter die provisorische Verwaltung durch Preußen im Generalgouvernement Berg. Mit Bildung der preußischen Provinz Jülich-Kleve-Berg 1816 wurde es der Bürgermeisterei Hardenberg im Kreis Elberfeld (bis 1861) und dem Kreis Mettmann der preußischen Rheinprovinz zugeordnet, die 1935 in Neviges umbenannt wurde.
Kirchlich gehörte Obsiebeneick 1832 zu dem Kirchspielen Langenberg (evangelisch) und Neviges (katholisch). Als Wohnplätze mit zusammen 358 Einwohnern werden in der Statistik und Topographie des Regierungsbezirks Düsseldorf zu dieser Zeit Untenlohleders, auf der Wohrt, Untenfingscheidt und Jungenhaus, jeweils mit mehreren umgebenden Höfen aufgelistet.
Zu Obensiebeneick gehörten laut dem Gemeindelexikon für die Provinz Rheinland 1888 die Wohnplätze Brangen, Brink, Brunnenhäuschen, Frickenhaus, Heidacker, Jungmannshaus, Krähenberg, Krieg, Mittel Fingscheid, Mutzholz, Obenrohleder, Ober Fingscheid, Pinn, Röttgen, Saurenhaus, Schmittshaus, Schmürsches, Schneis, Siebeneick, Siepken, Steintges, Triebelsheide, Untenrohleder, Unter Fingscheidt, Vogelsbruch, Winkel, Wolfsholz, Worth, Worther Nocken und Wüstenhaus. Zu dieser Zeit lebten in diesen Orten 316 Menschen in 44 Wohnhäusern.
Die unmittelbar benachbarten Höfe Obere und Untere Fingscheid bildeten zusammen mit dem späteren Mittleren Fingscheid ab dem 19. Jahrhundert einen geschlossenen Siedlungsbereich, der heute unter dem Namen Fingscheidt bekannt ist. Die Bebauung an der Stelle des Hofes Obere Fingscheidt ist zwischen 1993 und 1997 abgegangen.
Mit der Kommunalreform von 1929 wurden Teile von Obensiebeneick von Neviges abgespalten und in die Stadt Wuppertal eingemeindet, bei einer weiteren Kommunalreform von 1975 kam der Rest ebenfalls zu Wuppertal.